# Bolschoje Opotschiwalowo
Bolschoje Opotschiwalowo (russisch Большое Опочивалово) ist ein Dorf in Russland, das zur ländlichen Siedlung Tregubowo (Трегубово) gehört. Es liegt etwa 10 km südlich von Tschudowo in der Oblast Nowgorod.

## Lage

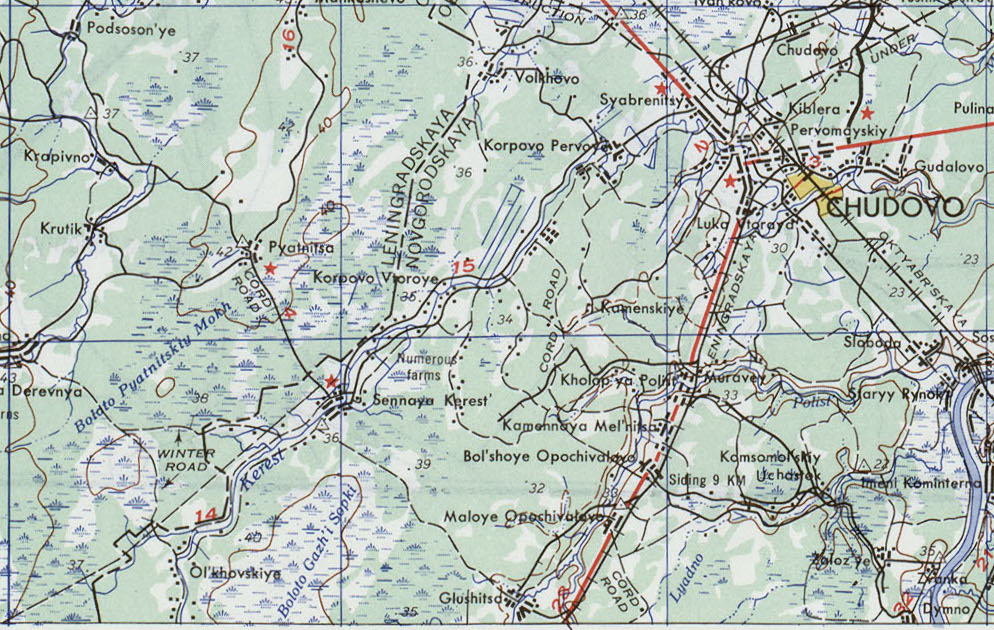
Bolschoje Opotschiwalowo und Mal Opotschiwalowo auf einer topographischen Karte von 1953 (unten Mitte)

Das Dorf liegt an der Fernstraße M10 (E 105), 60 km von Welikij Nowgorod, 10 km vom Kreiszentrum Tschudowo entfernt, zwischen den Dörfern Tregubowo (Трегубово) und Kamennaja Melniza (Каменная Мельница). Der Fluss Polist, ein linker Nebenfluss des Wolchow, fließt neben dem Dorf.
Etwas weiter südlich lag früher Mal Opotschiwalowo. Während des Zweiten Weltkriegs befand sich dort eine Betriebswerkstatt der Ostpreußenbahn und das Feldlazarett (motorisiert) 121.
Im Jahr 1893 wurde in Bolschoje Opochivalowo eine Pfarrschule eröffnet. Im Jahr 1975 wurde die Schule in das zentrale Gehöft der Kolchose Tregubowo verlegt.

## Historische Fotos

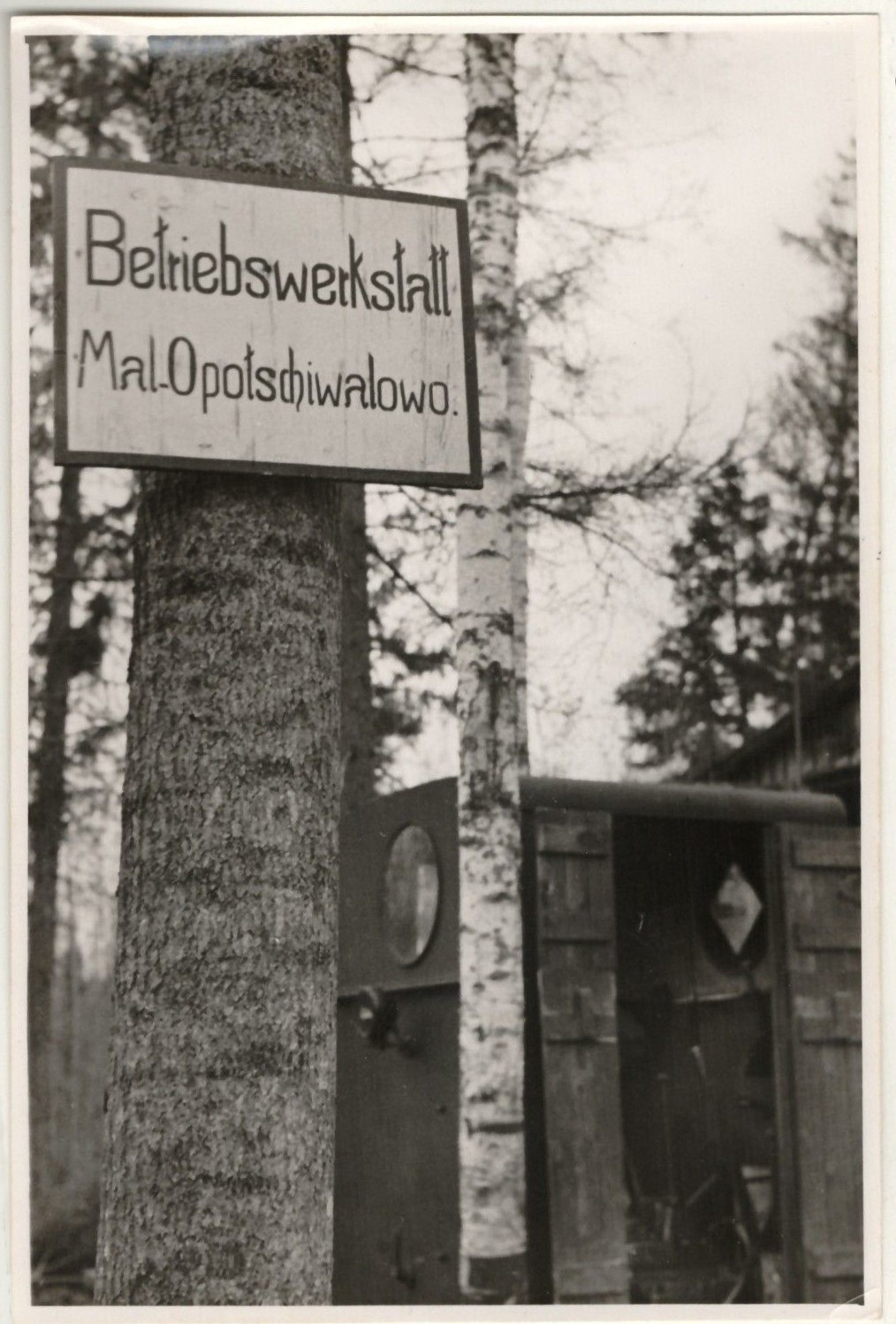
Betriebswerkstatt der Ostpreußenbahn
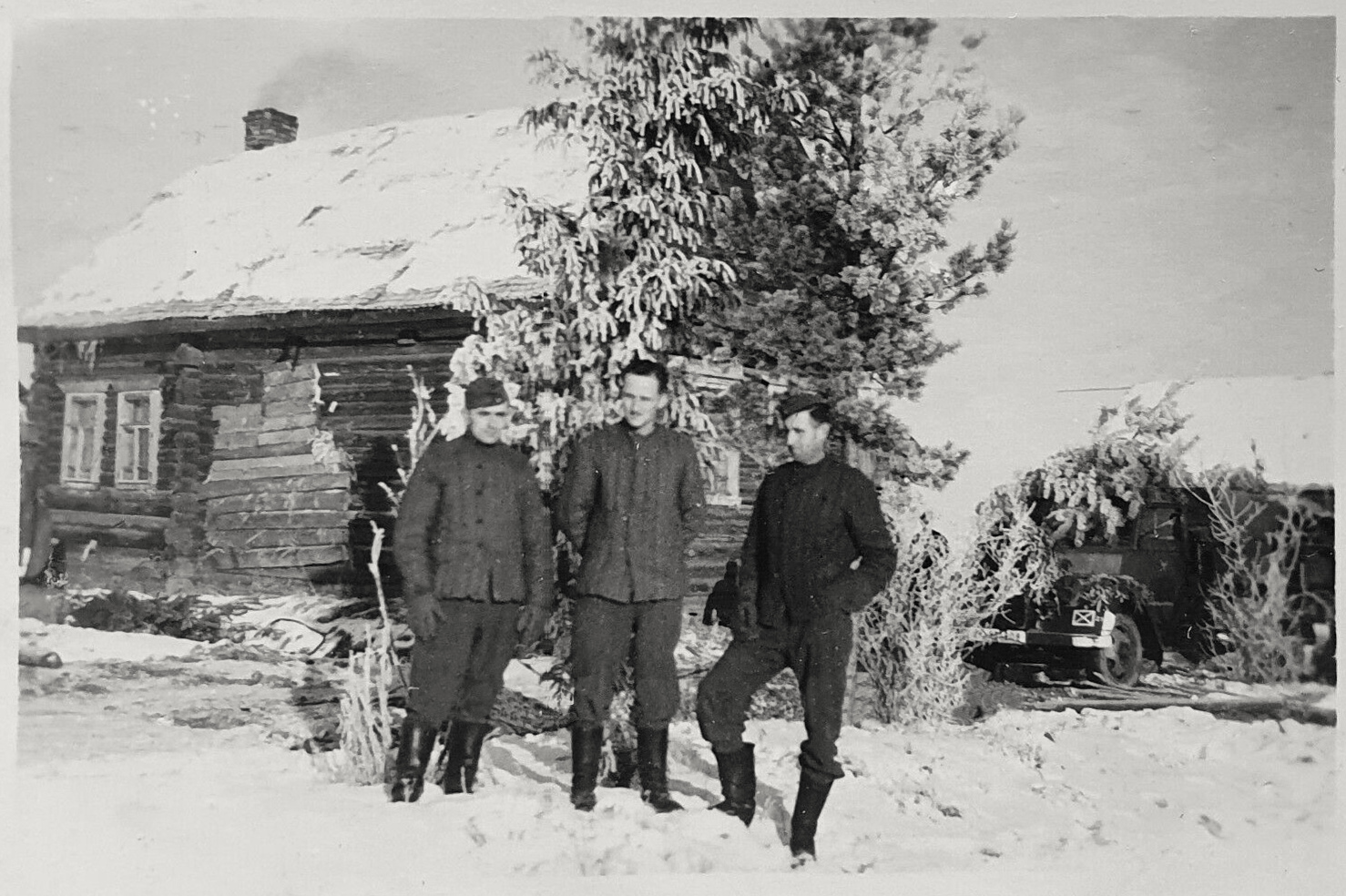
Quartier Klein-Opotschiwalowo bei Tschudowo, November 1941